# Pierre Braine
Edmond Pierre Ernest Braine (Leopoldsburg, 26 d'octubre de 1900 - Anvers, 6 de novembre de 1951) fou un futbolista belga de la dècada de 1920.

## Trajectòria
Fou 46 cops internacional amb la selecció belga de futbol, amb la qual disputà la Copa del Món de futbol de 1930 i els Jocs Olímpics de 1928. Pel que fa a clubs, jugà al Beerschot VAC entre 1919 i 1933.
El seu germà Raymond també fou futbolista.